# Oxytropis wutaiensis
Oxytropis wutaiensis là một loài thực vật có hoa trong họ Đậu. Loài này được Tatew. & Hurus. miêu tả khoa học đầu tiên.